# Social House
Social House est un groupe de pop, originaire de Pittsburgh, aux États-Unis se composant de Michael Mikey Foster et Charles Scootie Anderson. En 2019, le duo a sorti quatre singles.

## Biographie
Michael Mikey Foster et Charles Scootie Anderson ont formé Social House en 2015 après avoir déménagé à Los Angeles. Ils ont travaillé dans le même studio de production et se sont nommés d’après le réseau Wi-Fi de la maison dans laquelle ils vivaient. Ils ont commencé à écrire et à produire des chansons pour d’autres artistes, dont Ariana Grande, Meghan Trainor, Jennifer Lopez, Chris Brown, Steve Malcolm et NCT 127. Après que leur carrière individuelle a commencé à ralentir, le duo a été encouragé avec succès par leurs pairs à collaborer à un nouveau projet musical. En 2018, Social House a été signé à une coentreprise entre les étiquettes Scooter Braun, TBHits, et Interscope Records. Social House sort son premier single Magic in the Hamptons avec le rappeur Lil Yachty le 8 juin 2018. Écrit sur Les Hamptons, la chanson a eu plus de soixante-dix millions de flux sur Spotify. Le 28 septembre 2018, leur deuxième single, intitulé Higher, est sorti. Social House a rejoint la tournée de Grande, le Sweetener World Tour, en 2019 en tant que première partie et a publié Boyfriend avec elle en août 2019.

## Discographie

### Extended play
- 2019 : Everything Changed...

### Singles

#### Solo
- 2018 : Magic in the Hamptons ft. Lil Yachty
- 2018 : Higher
- 2019 : Haunt You
- 2019 : Boyfriend avec Ariana Grande

#### Participations
- 2019 : Don'k Kill My High (avec Lost Kings ft. Wiz Khalifa)

## Tournée
- And We Never Saw It Coming World Tour (2020)[2]

## Distinctions
- MTV Video Music Awards 2019 : Chanson de l'été[3]